# Пушно-Скоковське
Пушно-Скоковське (пол. Puszno Skokowskie) — село в Польщі, у гміні Ополе-Любельське Опольського повіту Люблінського воєводства.
Населення — 200 осіб (2011).

## Демографія
Демографічна структура станом на 31 березня 2011 року:
|          | Загалом | Допрацездатний вік | Працездатний вік | Постпрацездатний вік |
| -------- | ------- | ------------------ | ---------------- | -------------------- |
| Чоловіки | 106     | 25                 | 72               | 9                    |
| Жінки    | 94      | 17                 | 55               | 22                   |
| Разом    | 200     | 42                 | 127              | 31                   |